# Daj, daj, daj
Daj, daj, daj (ang. Gimme Gimme Gimme, 1999–2001) – brytyjski serial komediowy stworzony przez Jonathana Harveya. Wyprodukowany przez Tiger Aspect Productions.
Światowa premiera serialu miała miejsce 8 stycznia 1999 roku na antenie BBC Two. Ostatni odcinek serialu został wyemitowany 14 grudnia 2001 roku na kanale BBC One. W Polsce serial nadawany był dawniej na kanale TVP1.
Piosenka czołówkowa z serialu to cover zespołu ABBA – Gimme! Gimme! Gimme! (A Man After Midnight). Pierwszy sezon emitowany był na kanale BBC Two, a drugi i trzeci sezon emitowany był na kanale BBC One.

## Obsada
- Kathy Burke jako Linda La Hughes
- James Dreyfus jako Tom Farrell
- Beth Goddard jako Suze Littlewood
- Brian Bovell jako Jez Littlewood
- Rosalind Knight jako Beryl Merit
- Doña Croll jako Norma